# Ishodenah di Bassora
Ishodenah (Bassora, IX secolo – IX secolo) è stato un vescovo cristiano orientale, scrittore e teologo siro, vissuto nel IX secolo.

## Biografia
Poco o nulla si conosce della vita di Ishodenah, vescovo della Chiesa d'Oriente. L'unico dato certo, riportato da diverse fonti, è che fu metropolita di Perat d'Maisan, ossia di Bassora, città che fu elevata al rango di sede metropolitana della provincia di Maishan nel concilio di Seleucia-Ctesifonte del 410; e che visse nel IX secolo.

## Opere
Di Ishodenah si conserva un'opera, scritta in lingua siriaca, che raccoglie brevi biografie dei padri fondatori dei monasteri cristiani nell'impero persiano e arabo, e degli autori che hanno scritto sulla vita monastica stessa; quest'opera è una fonte preziosa per la storia della Chiesa d'Oriente dal IV al IX secolo. Il testo è stato edito per la prima volta, con traduzione in francese, da Jean-Baptiste Chabot nel 1896 con il nome di Liber castitatis (Libro della castità; in francese: Livre de la chasteté). Alla fine del XIII secolo Abdiso (o Ébedjésus) di Nisibi, un bibliotecario, redasse il catalogo ragionato dei libri custoditi presso la biblioteca di Nisibi. Nel catalogo appare il nome "Libro della castità", ed è stato questo ad essere scelto dallo Chabot, anche se l'espressione non compare in nessun luogo del testo di Ishodenah. Nel 1911 è uscita una seconda edizione critica, ad opera di Paul Bedjan, denominata Liber fundatorum monasteriorum in regnum Persarum et Arabum, che è il titolo che appare all'inizio del manoscritto.
Abdiso di Nisibi (nel catalogo già citato) e Elia di Nisibi attribuiscono a Ishodenah di Bassora una Storia ecclesiastica (qlisiasṭiqi), che è andata perduta. Alcuni autori, tra cui Pierre Nautin, ritengono che la Cronaca di Seert possa essere la traduzione araba di tale opera perduta di Ishodenah.

## Edizioni
- (FR)  Jean-Baptiste Chabot, Le livre de la chasteté, composé par Jésusdnah, évêque de Baçra, in Mélanges d'archéologie et d'histoire de l'École française de Rome, vol. XVI (1896), p. 225-291
- Paul Bedjan, Liber superiorum seu Historia monastica auctore Thoma, episcopo Margensi, Lipsia e Parigi 1901